# Abú Kamál-i offenzíva
A 2016-os Abú Kamál-i offenzíva, más néven a Harag Napja hadművelet az USA támogatását élvező Új Szíriai Hadsereg által a szíriai–iraki határon lévő Abú Kamál városnál indított offenzíva volt.

## Az offenzíva
2016. június 28-án az Új Iraki Hadsereg felkelői támadást indítottak al-Tanfból, és elfoglalták az Abú Kamáltól északra fekvő al-Sukkariya falut, a közeli Hamdan Katonai Légibázist, Abú Kamál északi részén az Ayshat al-Khayri Kórházat és a tanfi határátkelő valamint a város közti sivatagban számos más állást. Az NSA seregeit a Koalíció helikopterei segítségével kialakított légi hídon keresztül juttatták el a területre. A városon belül az előretörést az FSA által biztosított fedőegységek segítették. A jelentések szerint a hadművelet kezdetével egy időben az Iraki Szövetségi Rendőrség a határ túloldalán lévő al-Qa'im megtámadását készítette elő. Valójában azonban az iraki szunniták vettek részt a hadműveletben, akik „nem illettek a szerepkörükbe”, és az ISIL miattuk értesült az offenzíváról. A szervezet ezután vágta el Abú Kamálban a kommunikációs hálózatokat és az energiaellátást lekapcsolták, majd árkokat ástak a város köré.
Másnap az USA a csata közepén kivonta a légvédelmet a városból, mert a gépeknek a fallúduzsai csatában kellett részt venniük. Ennek következtében az ISIL visszafoglalta a légi bázist, visszaverte a felkelőket Abú Kamál külvárosaiból, és megtámadta az NSA ellátási útvonalait is, melyek az üres sivatagon futottak végig. Az ISIL harcosai egy rajtaütésszerű támadásban bekerítették a felkelőket. A jelentések szerint nagy veszteséget okoztak náluk, és a dzsihádisták megszerezték a fegyverzetet is.A felkelők rögvest visszavonultak a külsőbb sivatagi területekre. Később a 200 mérföldnyire fekvő tanfi határállomásnál lévő bázisukig kellett meghátrálniuk.
Az offenzívát többen a felkelők „megbénító vereségeként” írták le, és a disznó-öböli invázióhoz hasonló fiaskóként jellemezték. Eközben az SOHR vezetője szerint az offenzíva „leginkább egy médiashow volt, mint akármi más”. Ash Carter amerikai védelmi miniszter szerint az, hogy visszavonták a felkelők légi támogatását, egy olyan akció volt, mellyel „elszalasztottunk egy lehetőséget.

## Veszteségek
Az ISIL egyik propaganda videójában az Ahmad al-Abdo Mártírjai 3 harcosa mellett az NSA 2 ismert áldozata is szerepelt. Velük az ISIL egy rajtaütéses támadása akkor végzett, miközben éppen hagyták el Abú Kamál városát. Az ISIl szerint azonban az NSA 40 tagja halt meg, 15 társuk fogságba esett, valamint egy nagyobb fegyverraktárat is sikeresen kifosztottak. Az NSA szerint az ISIl ezalatt 20 emberét vesztette el a koalíció 13 légi támadása alatt. Volt egy olyan eset, mikor egy NSA-párti alvó szervezet Abú Kamáűlban felrobbantott egy autóbombát, mely az ISIL 13 emberének életét oltotta ki.